# Bernardia asplundii
Bernardia asplundii är en törelväxtart som beskrevs av Alicia Lourteig. Bernardia asplundii ingår i släktet Bernardia och familjen törelväxter. Inga underarter finns listade i Catalogue of Life.